# 甘肃卫
甘肃卫，明朝初年设置的卫所。
元朝时设甘肃等处行中书省。明朝洪武五年（1372年）十一月，设置甘肃卫。洪武二十五年（1392年）废。